# Lophocolea alata
Lophocolea alata là một loài Rêu trong họ Lophocoleaceae. Loài này được Mitt. mô tả khoa học đầu tiên năm 1906.